# Henri Jougla de Morenas
Pour les articles homonymes, voir Jougla et Morenas.
Henri Jougla, dit Jougla de Morenas, né le 28 avril 1903 à Joinville-le-Pont (Val-de-Marne) et mort le 6 mars 1955  à Paris, est un  héraldiste français.

## Biographie
Henri Jougla, naît dans une famille d'industriels. Son père, Zacharie Jougla exerce l'activité de conducteur principal des Ponts-et-Chaussées et sa mère, Célestine Pujolas serait descendante des seigneurs de Morenas.
En 1901, les deux frères Joseph et Zacharie Jougla implantent à Joinville une usine pour la fabrication industrielle de quarante mille plaques photographiques par jour. Avec l’aide du neveu de Louis Ducos du Hauron (l’inventeur de la photographie en couleurs), en 1907, l’usine Jougla sort les premières plaques couleurs du monde, les Omnicolor, avant les autochromes des frères Lumière. Le 2 avril 1911, c’est la fusion Lumière-Jougla et le lancement des appareils photos de marque « Lumière ». L’usine Lumière-Jougla disparaît en 1966.
Henri Jougla s'est marié deux fois : le 15 mai 1928, à Saint-Mandé (Val-de-Marne), avec Azeline Jeanne Marie Pauline Gouya et le 14 décembre 1944, à Paris (XXe), avec Gilberte Paulette Bouquier. Il est inhumé au cimetière de Joinville-le-Pont.

## Œuvre: leGrand Armorial de France
- Consulter la liste des éditions de cette œuvre

Henri Jougla de Morenas est l'auteur des quatre premiers tomes du Grand Armorial de France, publiés entre 1934 et 1952, avec le sous-titre Catalogue général des armoiries des familles nobles de France, comprenant les blasons des familles ayant possédé des charges dans le royaume et de celles ayant fait enregistrer leurs armoiries en 1696, de la noblesse de l'Empire, des anoblissements de la Restauration, donnant les tableaux généalogiques de familles confirmées dans leur noblesse entre 1660 et 1830.
Comme l'expliquent les membres du comité de rédaction chargé d'achever les deux derniers tomes, dans leur avertissement aux lecteurs, paru en 1948 à la suite du sixième tome, l'objectif de cette publication ambitieuse était de composer un « tableau général et historique des familles françaises » et « d’établir en toute indépendance, sans complaisance comme sans parti-pris, le catalogue des anciennes familles françaises ».
Les sept tomes de cet ouvrage, parus dans le désordre, ont été numérisés par les soins de Philippe Palasi, spécialiste de l'héraldique, au sein d'un inventaire électronique européen qui recense plus de 160 000 armoiries :
- [1934]  Tome I : De Van des Aa à Bataillon[2] ;
- [1938]  Tome II : De La Batardie à Coëtlogat de Clegrio[3] ;
- [1935]  Tome III : De Coëtlogat de Clegrio à de Fieubert[4] ;
- [1939]  Tome IV : De des Fieux à de Martimprey[5] ;
- [1948]  Tome V : De Martin à de Richaud[6] ;
- [1948]  Tome VI : De Richaudeau à Zylof de Steenbourg et de Wynde[7] ;
- [1952]  Supplément : De Abadie de Nodrest à Zoller / Additions et corrections aux armes et généalogies des six volumes[8].